# Rudi Gernreich
Rudi Gernreich (8. august 1922 i Wien – 21. april 1985 i Los Angeles) var en østrigsk-født amerikansk modedesigner og bøsseaktivist der introducerede den topløse monokini-badedragt i 1964. Han havde en lang, ukonventionel og stilskabende karriere inden for modedesign. Han flygtede som 16 årig til USA på grund af truslen fra nazisterne.

## Tidlige år
Gernreich blev født i Wien. Hans far var en strømpefabrikant der begik selvmord da Gernreich var 8 år gammel. Gernreich lærte om kvindemode i hans tantes kjoleforretning.

### Jødisk flygtning
Efter den tyske Anschluss (da Nazi-Tyskland annekterede Østrig) 12. marts 1938, forbød Hitler, som en af mange gerninger, nøgenhed. Østrige borgere var fortalere for at dyrke motion nøgne, en afvisning af den over-civiliserede verden som kan have påvirket Gernreichs senere design. Rudi og hans mor flygtede til USA som jødiske flygtninge og bosatte sig i Los Angeles. Gernreich var voldsomt modstander af seksualiseringen af menneskekroppen og opfattelsen af at den kroppen essentielt var noget man skulle skamme sig over.

### Uddannelse
I begyndelsen overlevede hans mor ved at bage wienerbrød som Rudi solgte ved at gå fra dør-til-dør. Hans første job var at vaske lig før obduktion i Cedars of Lebanon Hospitals lighus. Han fortalte Marylou Luther, “Jeg voksede op natten over. Jeg smiler nogle gange når folk fortæller mig at mit tøj er så krops-bevidst [at] jeg må have studeret anatomi. Du kan vædde på at jeg studerede anatomi.” Han gik på Los Angeles City College hvor han studerede kunst og stod i lære hos en tøjfabrikant på Seventh Avenue. Han gik på Los Angeles Art Center School fra 1941 til 1942.

## Karriere
Gernreich bevægede sig over til modedesign gennem stofdesign og arbejde tæt sammen med modellen Peggy Moffitt og fotografen William Claxton og flyttede grænserne for det "futuristiske snit (engelsk: look" gennem tre årtier. Han var den sjette amerikanske designer der blev valgt ind i Coty American Fashion Hall of Fame.
I 1942 arbejdede han som danser og kostumedesigner for Lester Hortons ensemble for moderne dans. Gernreich udtalte: "Jeg var aldrig en særlig god danser...Jeg ønskede at blive koreograf men det skete aldrig." Han forlod dem i 1948 og blev stofsælger for Hoffman Company og begyndte at designe sin egen tøjkollektion i Los Angeles og New York indtil 1951, hvor han blev designer for William Bass Inc. i Beverly Hills. I 1959 blev han hyret som designer af badetøj for Westwood Knitting Mills i Los Angeles. Genesco Corporation hyrede ham som skodesigner i 1959, hvilket han fortsatte med, indtil han i 1960 grundlagde sit egen firma GR Designs i Los Angeles. Han ændrede sit firmas navn til Rudi Gernreich Inc. i 1964. Hans design var med i, hvad der generelt bliver betragtet som den første modevideo, Basic Black: William Claxton w/ Peggy Moffitt” og i 1967 var Gernreich på forsiden af Time i december 1967 sammen med modellerne Peggy Moffitt og Leon Bing. Magasinet beskrev ham, som den "designer i USA der var længst ude og længst fremme". devoted to Gernreich's fashions.
Han designede kostumer for truppen indtil 1952, hvor han gik sammen med en anden immigrant fra Wien Walter Bass og lancerede sin første kollektion.
Han var en var blandt de første til, at inkludere mange avant-garde elementer i sine design. Han var den første der anvendte åbninger, vinyl og plastik i tøj. Han introducerede androgyn—mandehabitter og hatte for kvinder. Han designede det første gennemsigtige tøj. Rudi Gernreich designede den første bløde gennemsigtige BH - "no bra"-BHen. Han opfandt kropsnært tøj baseret på strømpebukser og tights. Han brugte udstyr som lynlåse og hundesnorslåse som dekoration. Han lavede også de første designer-jeans. Han designede den første G-strengs badedragt. Han var den første der designede mandeundertøj til kvinder.
Fra 1970-1971 designede han møbler for Fortress and Knoll International og i 1975 designede han lingerie for Lily of France. Det følgende år arbejdede han med kosmetik for Redken og han designede også strik for Harmon Knitwear, køkkenudstyr, keramisk badeværelsesudstyr og kostumer for Bella Lewitzky Dance Company. Gernreich fortsatte med at samarbejde med Lewitzky og designede kulisser og kostumer for Pas de Bach i 1977, Rituals i 1979, Changes & Choices i 1981 og Confines i 1982, de blev alle danset af WCK3.
Han var en stærk fortaler for unisex tøj og han klædte mænd og kvinder i identisk tøj og barberede deres hoveder totalt skaldede. Gernreich var også kendt for brugen af vinyl og plastik i tøj. Han designede Månebase Alpha uniformerne der blev båret af hovedrollerne i den britiske science-fiction TV-serie fra 1970'erne Månebase_Alpha, der flyttede grænserne for tøjdesigns futuristiske snit gennem tre-årtier.

### Monokini
Gernreich udviklede et ry som en avantgarde designer, der brød mange af reglerne. Han er måske bedst kendt for den første topløse badedragt, som han kaldte "monokinien". Den topløse badedragt stoppede omkring midten af kroppen og var støttet af to stropper mellem brysterne og rundt om nakken. Gernreich udtænkte den i slutningen af 1963. Susanne Kirtland fra Look ringede til Gernreich og spurgte ham om at fremstille dragten, så den kunne illustrere en artikel om tendenser inden for futuristiske snit. Den måned forestillede han sig for første gang, at skabe en topless badedragt, som fik navnet monokini.
Han havde oprindelig ikke tænkt sig at fremstille designet kommercielt, men Kirtland opfordrede ham til at gøre den tilgængelig for offentligheden. Da de første fotografier af badedragterne båret af Peggy Moffitt blev trykt i Women's Wear Daily 4. juni 1962, resulterede det i en del kontroverser i USA og internationalt. Moffitt sagde at designet var en logisk følge af Gernreichs avant-garde idéer inden for design af badedragter, lige så meget som det var et skandaløst symbol på det permissive society. Han så badedragten som en protest mod det undertrykkende samfund.
I december 1962 nummeret bemærkede Sports Illustrated: "Han har forandret danserens trikot til en badedragt det frigør kroppen. I processen har han revet benene og trådene der gjorde amerikansk fremstillede badedragter til søgående korsetter". Han forudså at "busten vil blive afdækket indenfor fem år". Han anså afdækningen af kvindebrystet som en form for frihed. Han designede senere en "pubikini"—en bikini med vinduer forrest der afslørede en kvindes pubic hair.

### No-bra
I oktober 1964 annoncerede Gernreich "No-Bra"en som blev fremstillet af Lily of France. BHen var fremstillet af gennemsigtigt stretch-stof helt uden nogen form for bøjler eller foer. Den havde en enkelt metalklips, som blev brugt til at fastgøre BHen på fronten. For Warner's designede har i 1972 "No-Bra Bra"en som blev fremstillet af gennemsigtigt stretch-stof og havde ingen metaltråde eller klips og kunne trækkes over hovedet . Det var en blød skåls, letvægts, sømløs, gennemsigtig nylon trikot og elastisk BH og den blev leveret i størrelserne fra 32 til 36 med A og B skåle, den blev fremstillet af Exquisite Form.
Gernreichs no-bra var et kæmpe skridt væk fra den formede, projektillignende buste fra det forrige årti. Den havde en blød, kop af gennemsigtigt stof (engelsk: sheer), fri for bøjler og fór. No-bra var ganske lig den oprindelige BH fra 1920'erne. I både 1920'erne og i 1960'erne fokuserede man på den ungdommelige pinde-tynde figur og det indebar også små, flade bryster. Den oprindelige BH var ikke mere ophidsende end to håndtørklæder der var fastgjort til en strop det så var bundet rundt om brystkassen. Gernreichs no-bra var knap nok mere avanceret.
Hans minimalistiske BH revolutionerede brasseridesign og påbegyndte en tendens mod mere naturlige former og blødt, rent stof. I 1965 lancerede hans firma sit næste design, en BH uden side (engelsk: "no-side". Den havde en smal strop af strækstof (engelsk: stretch rundt om torsoen der gjorde det muligt for kvinder at gå med åben-ærmet tøj uden at man kunne se BH-stropper. Kopperne af rent stof var udskåret delvist af skråsnit og delvist af det halve-skråsnit (engelsk: the bias and part of the half-bias. Et design uden front (engelsk: "no-front" havde et indstik foran mellem halvkopper af rent Spandex. Et andet design, "no-back" BHen, havde et fremhævet stretch-talje det muliggjorde det for en kvinde, at gå med kjoler uden ryg.

### Udstillinger
Rudi udstillede sine modedesign på Fashion Institute of Technology i New York i 1967, "Two Modern Artists of Dress: Elizabeth Hawes and Rudi Gernreich". En retrospektiv udstilling med titlen "Fashion Will Go Out of Fashion" blev sat op i Kunstlerhaus i Graz, Østrig, i 2000. I 2003 blev en udstilling af hans arbejder sat op på Phoenix Art Museum i Phoenix, Arizona, den hyldede ham som en af de mest originale, profetiske og kontroversielle designere i 1950'erne til og med 1970'erne.

### Priser
Han blev udnævnt til Sports Illustrateds Designer of the Year i 1956 og vandt Wool Knit Association prisen i 1960. I 1963 vandt Gernreich to store priser: i maj modtog han Sports Illustrated's Sporting Look Award og i juni blev han atter tildelt Coty American Fashion Critics Award. Coty Award resulterede i kontroverser da den første modtager af prisen , Norman Norell, leverede sin Coty Award tilbage i protest mod anerkendelsen af Gernreich. Den 17. juni fortalte han Women's Wear Daily, "Det betyder ikke længere noget for mig. Jeg kan ikke længere holde ud, at kigge på den. Jeg så et fotografi af en af Rudis dragter og et revers af jakken var et sjal og den anden var en v-formet udskæring-"Well"!" Han skød skylden på "jurymedlemmer fra Glamour og Seventeen, der ikke interesserer sig for "high fashion" kollektioner som værende ansvarlige for stemmerne på Gernreich." Stormagasinet Bonwit Teller havde en annonce, der var en halv side langt svar med overskriften: "Rudi Gernreich, vi ville stadig give dig en Coty Award!" Han modtog atter prisen i 1963, 1966, og 1967.
Yderligere priser omfatter Neiman Marcus prisen, Dallas, 1961; Sporting Look prisen, 1963; Sunday Times International Fashion award, London, 1965; Filene's Design award, Boston, 1966; Knitted Textile Association award, 1975; Council of Fashion Designers of America Special Tribute, 1985.

### Senere år
I sine sene år dedikerede Gernreich sig til udvikling af gourmetsupper. Han er krediteret for en opskrift på rød pebersuppe, som er en kold suppe serveret i en udhulet rød peberfrugt og garneret med kaviar og citron.

## Personligt liv
Gernreich mødte Harry Hay i juli 1950 og de to blev elskere. Hay viste Gernreich "The Call", et dokument der opridsede hans plan for en støtte-organisation for bøsser som Gernreich udtalte var "den farligste ting [han nogenside havde] læst". I 1951 blev Gernreich dømt i en homoseksuel entrapment case. Han var en entusiastisk finansiel støtte af foretagenet, selv om han ikke lagde sit navn bag det og foretrak at være kendt med initialet "R". Gernreich afsluttede forholdet til Hay i 1952.
I 1953 mødte Gernreich Oreste Pucciani formand for UCLAs institut for fransk, som var en nøglefigur i at formidle Jean-Paul Sartre til de amerikanske undervisere. Oreste Pucciani var også et omdrejningspunkt i bøssebevægelsen. De to mænd holdt deres forhold privat, eftersom Gernreich var af den opfattelse, at den offentlige anerkendelse af hans homoseksualitet ville påvirke hans indflydelse i modebranchen.
Gernreich døde af lungekræft i Los Angeles, han blev 62.

## I pop-kultur
I 2009 var Gernreich og Mattachine Society emnet for skuespillet The Temperamentals af Jon Maran. Efter workshop-forestillinger i 2009 havde skuespillet premiere off-Broadway i februar 2010 i New World Stages. Actor Michael Urie, who performed the role of Gernreich, received a Lucille Lortel Award for Outstanding Lead Actor.

## Yderligere læsning
- Moffitt, Peggy; Claxton, William (1999) [1991]. The Rudi Gernreich Book. Köln; London: Taschen. ISBN 978-3-822871-97-3.{{cite book}}:  CS1-vedligeholdelse: Flere navne: authors list (link)